# 구글 스트리트 뷰 개인정보 문제
개인 정보 보호 옹호자들은 스트립 클럽을 떠나는 사람들, 낙태 클리닉의 시위대, 비키니를 입은 일광욕을 하는 사람들, 공공 공원의 오두막집, 매춘부를 픽업하는 사람들, 공공 시설에서 눈에 보이는 활동에 참여하는 사람들을 보여주는 사진을 지적하면서 구글 스트리트 뷰 기능에 반대했다. 사진 촬영을 원하지 않고 온라인에 게시했다. 구글은 해당 사진이 공공 장소에서 촬영되었다고 주장한다. 그러나 이는 스트리트 뷰 카메라가 높은 위치에서 사진을 촬영하여 일부 지역이 대중에게 공개되지 않도록 설계된 울타리와 벽 너머를 볼 수 있다는 점을 고려하지 않았다. 서비스를 시작하기 전에 구글은 가정 폭력 보호소의 사진을 삭제했으며, 추가적으로 구글이 검토하고 삭제할 수 있도록 사용자가 부적절하거나 민감한 이미지를 신고할 수 있도록 허용했다. 서비스가 처음 출시됐을 때, 이미지 삭제를 요청하는 과정이 만만치 않았다. 구글은 보다 간단한 삭제를 위해 정책을 변경했지만 이후 이미지 삭제 요청 옵션을 삭제하고 이미지 흐리게 처리를 요청하는 옵션으로 대체했다. 그러나 침입 가능성이 있는 사람, 일광욕을 하는 사람, 성인 서점에 들어가는 개인의 이미지는 여전히 활성화되어 있으며 이러한 이미지는 널리 재출판되었다.
유럽에서는 구글 스트리트 뷰 생성이 모든 관할권에서 합법적이지 않을 수 있다. 일부 유럽 국가에는 공개 전시를 목적으로 공공 장소에서 개인의 동의 없이 촬영하는 것을 금지하는 법률이 있다.
구글 스트리트 뷰는 개인정보 보호와 익명성을 보호하기 위해 자동차 번호판과 사람 얼굴이 포함된 이미지의 일부를 흐리게 처리한다.

## 같이 보기
- 구글에 대한 비판